# Coahuilaceratop
El coahuilaceratop (Coahuilaceratops magnacuerna) és un gènere de dinosaure ceratop que va viure al Cretaci superior, al Campanià (fa uns 72 milions d'anys), en el que actualment és Mèxic. Va ser descrit formalment l'any 2010, tot i que se'l va assignar informalment (nomen nudum) l'any 2008.

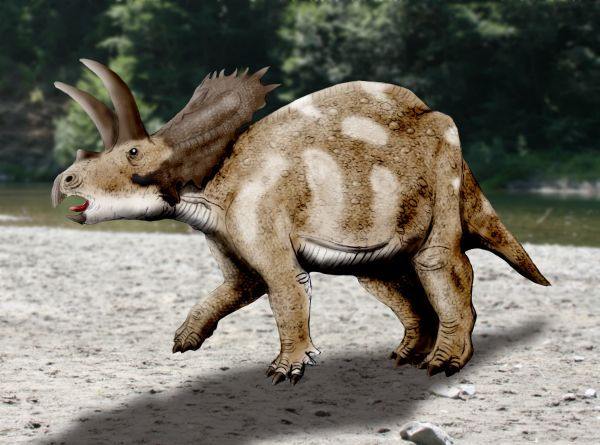
Recreació artística

Tot i que les restes fòssils trobades són incompletes es pensa que el coahuilaceratop tenia les banyes més llargues de tots els dinosaures coneguts actualment. S'ha estimat que les seves banyes feien 1,2 metres de longitud.